# Silvaroo
Silvaroo — рід мегафауни макропод, що існував в Австралії в плейстоцені. На основі викопних свідчень і спорідненості з сучасними лісовими валлабі з родів Dorcopsis і Dorcopsulus з Папуа Нової Гвінеї, два види цього роду були вилучені з роду Protemnodon до Silvaroo.